# Sa-Re-naam
De Sa-Re-naam of de Geboortenaam of het Nomen vormt een deel van de koningstitels van de farao's van Egypte.

## Vormgeving en betekenis
De naam bestaat uit de titel "Zoon van Re" (sa re) en een reeks hiërogliefen omcirkeld met een stuk touw of een Cartouche. De ring moest de kosmos symboliseren.. Het bestaat uit een gans of een eend (sa) samen met het teken van de zonnegod Re (re). Een variant hierop is "Heer der kronen" (nb-Haw).

## Geschiedenis
De Sa-re-naam bestaat uit de titel en de naam van de koning die hij van geboorte kreeg. De titel werd voor het eerst toegepast in de 5e dynastie van Egypte door Neferirkare Kakai en frequent door andere koning van de dynastie.
In de 11e dynastie van Egypte, toen het land nog niet was verenigd, schreven de koningen Antef I, Antef II en Antef III hun naam met in de cartouche de titel Sa-Re. Na de vereniging door Mentoehotep II werden de troonnaam en de geboortenaam naast elkaar geschreven.
In de 13e dynastie van Egypte lieten enkele koningen ook de namen van hun vader en grootvader in hun cartouche vermelden. De exacte redenen zijn nog onbekend. Het is daardoor mogelijk om een patroon te krijgen van erfopvolging in de 13e dynastie. Nadat de 13e dynastie was geëindigd werd dit verschijnsel niet meer waargenomen.
Vanaf de 18e dynastie van Egypte werden ook de namen van koninginnen, prinsen en prinsessen met een cartouche geschreven maar dan met andere titels ervoor. Farao's van de 18e dynastie lieten extra titels bij hun namen schrijven of graveren, een voorbeeld is Toetanchamon: Toetanchamon, Heerser van Heliopolis (HkA-Iwnw-SjmA).
Perzische, Griekse, Romeinse geboortenamen werden met één of tweetekenletters vertaald.

## Voorbeelden

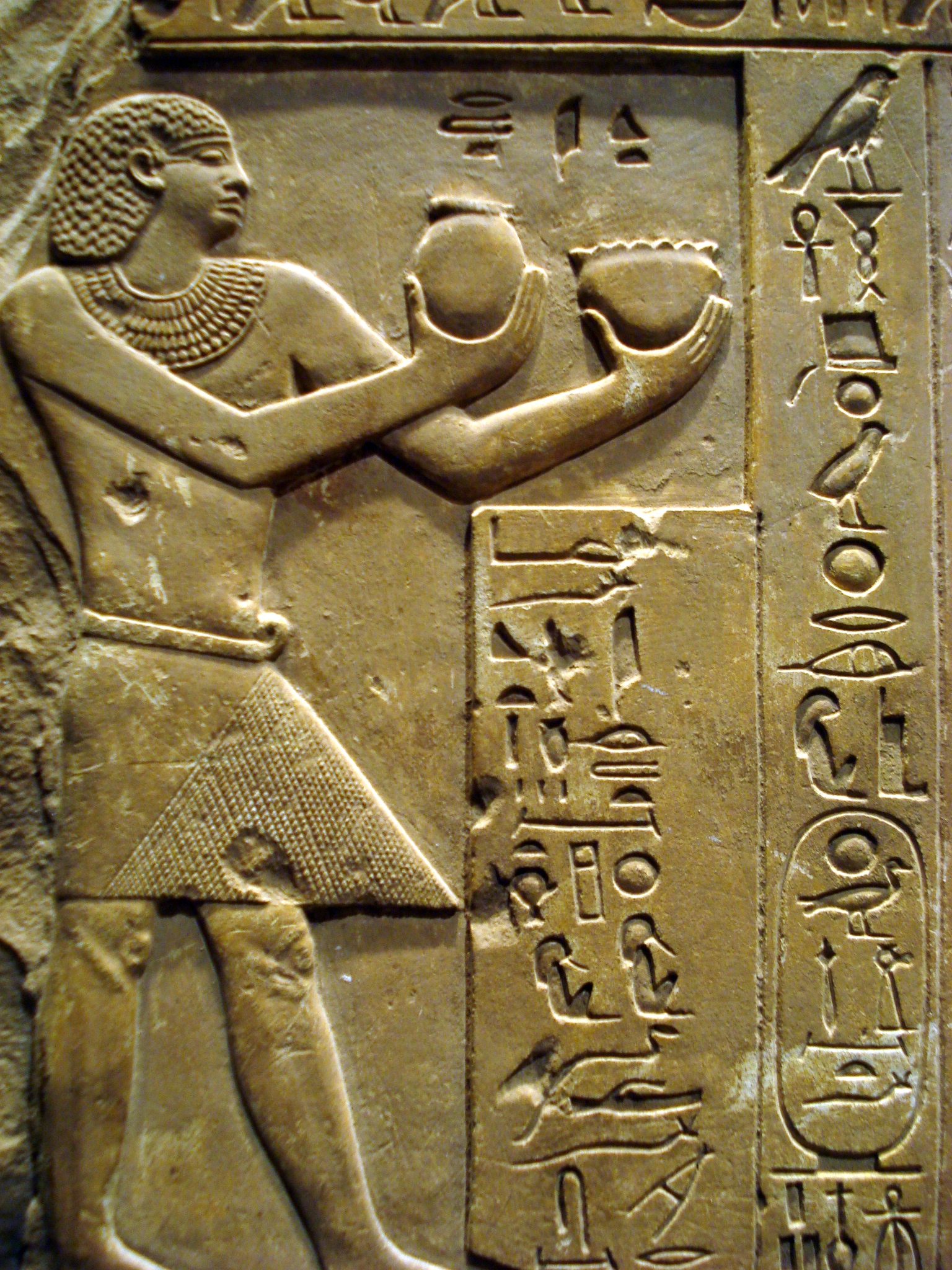
Stèle van Antef II, farao van de 11e dynastie van Egypte.
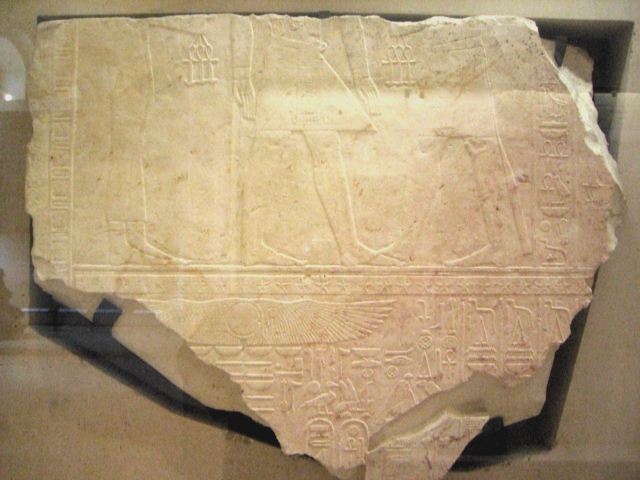
Stèle van Mentoehotep III, farao van de 11e dynastie
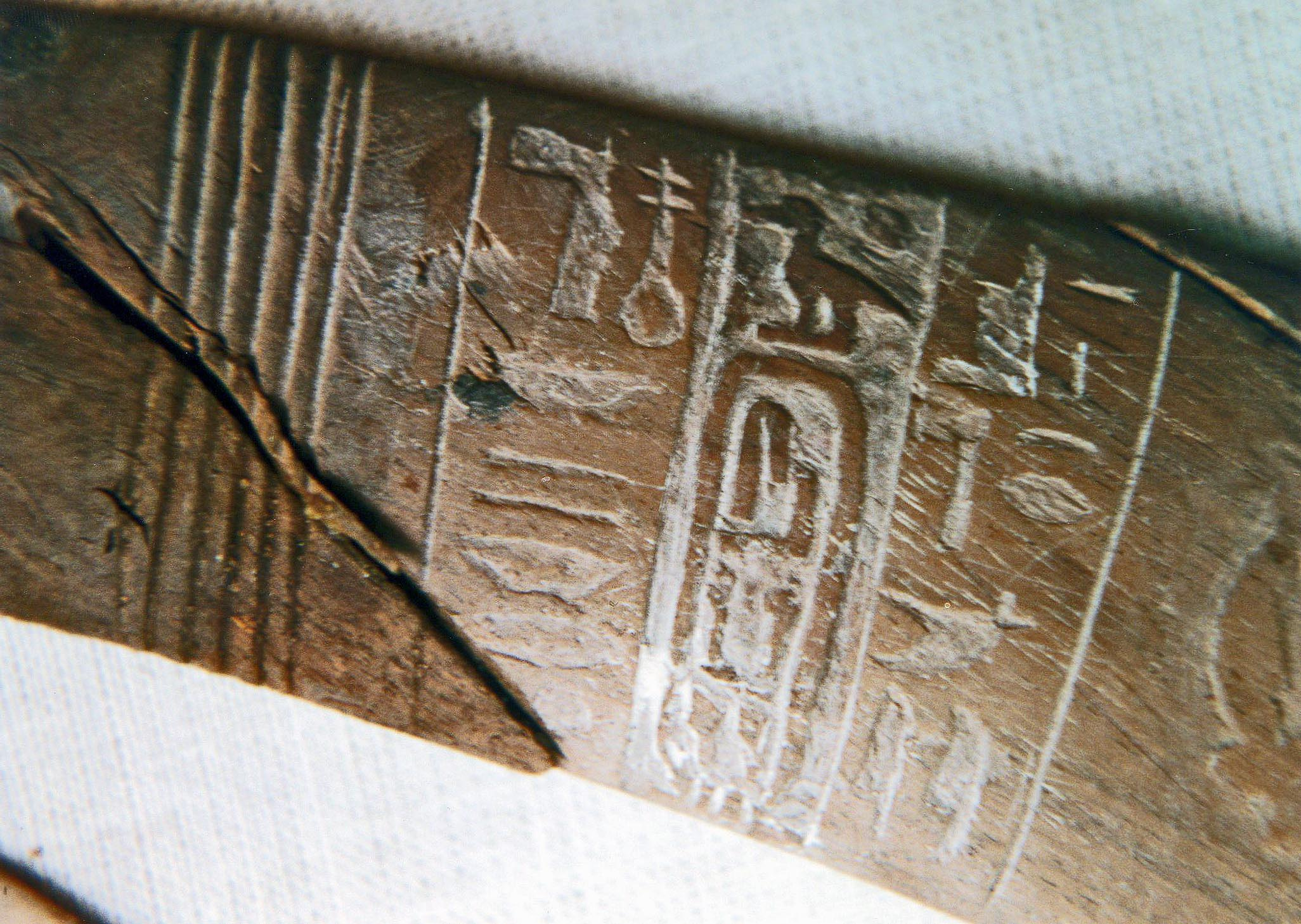
Magische toverstaf van Kay zoon van Amenemhat, farao van de 13e dynastie van Egypte.
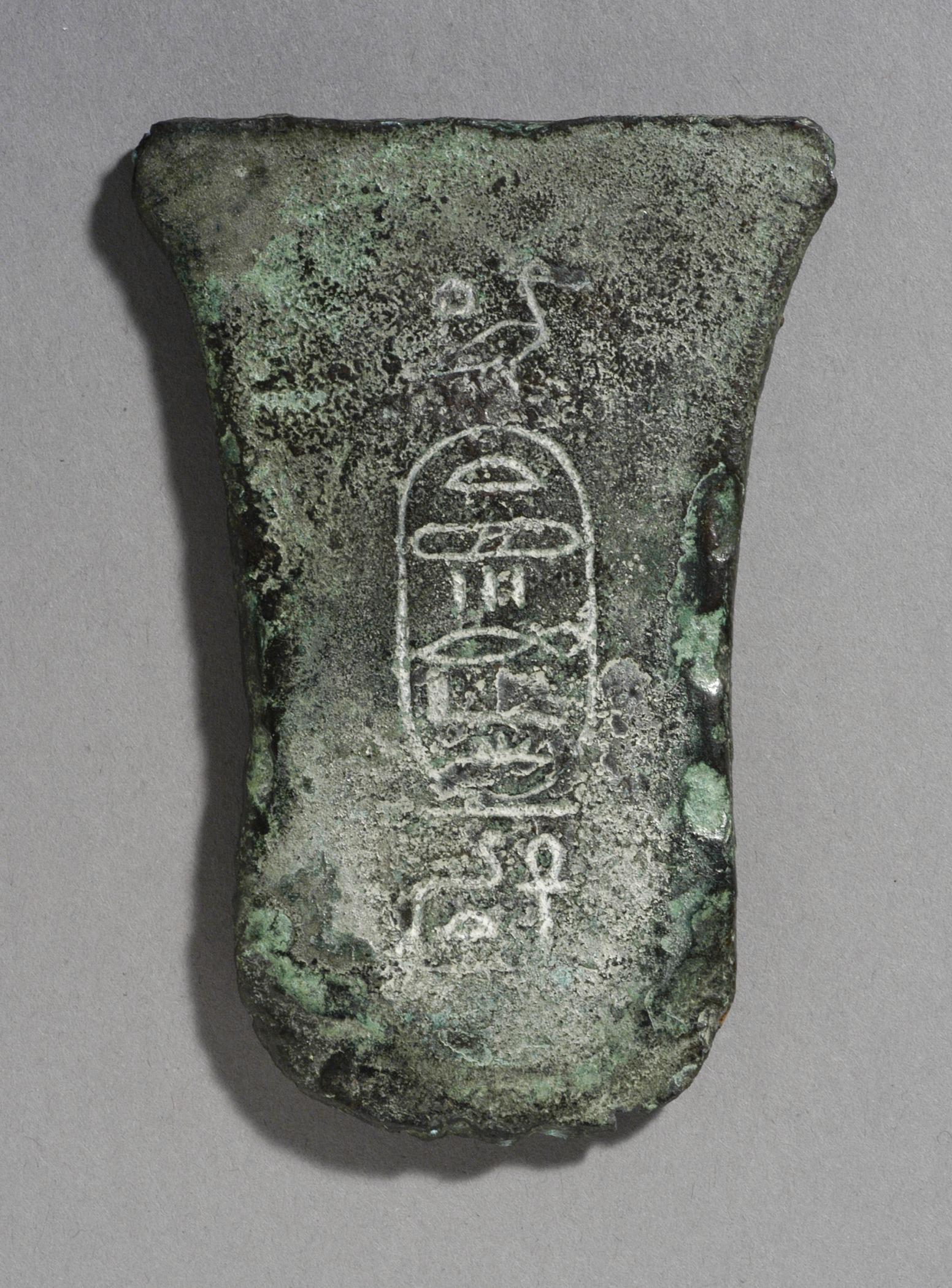
Ceremoniële bijl van Seqenenre Tao II, faraovan de 17e dynastie van Egypte
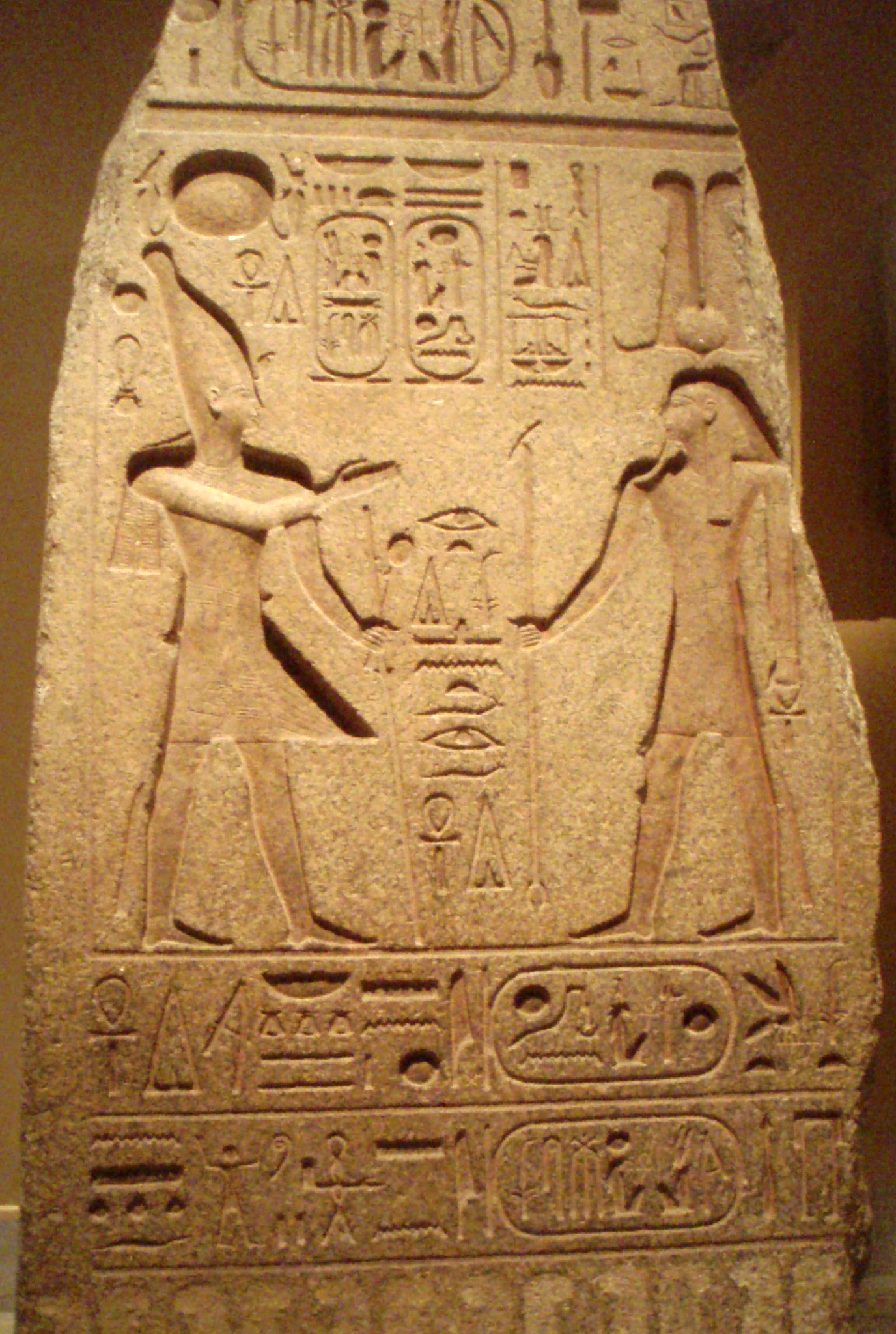
Ramses II, farao van de 19e dynastie van Egypte